# Messaoud Boudjriou
Pour les articles homonymes, voir Aïn Kerma et Kerma (homonymie).
Cet article possède un paronyme, voir Messaoud Boudjeriou.
Messaoud Boudjeriou (anciennement Aïn Kerma) est une commune de la wilaya de Constantine, en Algérie.

## Géographie

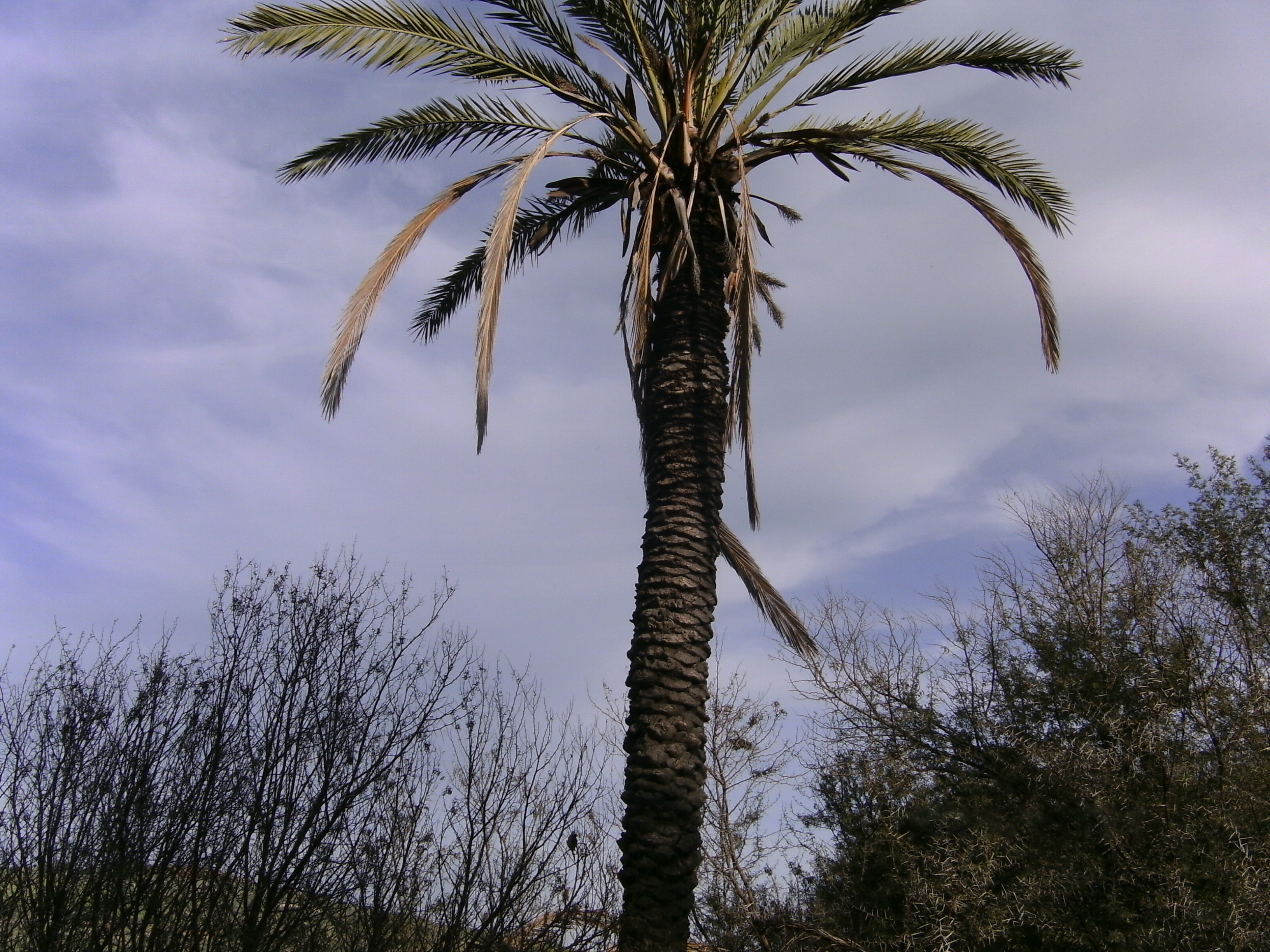
Palmier du Khneg à Messaoud Boudjriou, Wilaya de Constantine

Située à 15 km du chef-lieu de la Wilaya de Constantine, cette commune est bâtie au pied d'une petite chaîne montagneuse s'étendant sur, au moins, 10 km et culminant à 700 m en hauteur. Cette masse est arborée et humide. Ses forêts contiennent une flore très variée, des arbres généralement de type méditerranéen, à titre d'exemple:le sapin, les cèdres, les chênes, etc. Les espèces végétales y sont très variées, qu'elles soient migrantes ou endémiques.
Les caractéristiques climatiques et géographiques de cette commune favorisent la variété des espèces animales allant des petites insectes jusqu'aux grands carnivores, tels les loups, les hyènes, le renard, la belette ainsi que les omnivores, à savoir les sangliers, les rongeurs, les oiseaux du genre carduelis, les rapaces, et beaucoup d'autres espèces. Rappelons qu'avec le barrage, considéré parmi les plus grands en Afrique, cette commune va connaître des changements au niveau des écosystèmes et des biotopes.[réf. souhaitée]

## Histoire
Le lieu portait le nom de Tadjemoult (soit, en berbère, la coquette, par ses jardins) avant l'occupation française. Une commune est créée en 1874, appartenant au grand Constantinois. Elle est donc parmi les plus anciennes communes de la wilaya de Constantine. Elle a perdu de son dynamisme économique avec la fin de l'exploitation minière. Après l'indépendance, l'agriculture et l'élevage du bétail vont devenir les ressources principales de sa population. Ce qui a amené beaucoup de ses habitants à quitter cette commune pour aller vivre sous d'autres cieux cléments, à savoir la ville de Constantine ainsi que certaines communes limitrophes.[réf. souhaitée]
Rappelons aussi que pendant l'époque coloniale, à la suite du lancement d'une grenade dans le marché public, l'administration coloniale a recouru à une politique on ne peut plus répressive contre les habitants de cette commune qui auraient hébergé et ravitaillé les combattants du FLN. On a brûlé toute une cité - communale - où habitait la majorité musulmane, laissant ses habitants sans toits, ni d'ailleurs étables pour le bétail, forçant une grande part d'entre eux à quitter leur commune pour rejoindre la ville de Constantine dans l'espoir de trouver la sécurité et surtout un toit pour leurs enfants.[réf. souhaitée]
Parmi les Européens de la commune, en majorité des agriculteurs venus d'Alsace et de Haute-Savoie, nous pouvons citer : Raoul Felter, François Roy, Louis Prin, Sylvain Aldorf, Didier Felter, Truffaut.
On raconte (référence souhaitée) que cette commune était si belle et prospère que certains de ses notables organisaient des repas avec ostentation, pour montrer cette prospérité aux visiteurs qui venaient, depuis les communes voisines, passer le week-end dans ce coin fleuri de roses de toutes sortes et arboré d'essences variées, surtout fruitiers (Ain Kerma connue de Mimosa, Lycium barbarum, Punica granatum, Olivier, Mûrier blanc, Mûrier noir, etc.). On raconte même que l'un de ces notables (référence souhaitée) de Ain Kerma aurait invité le grand chanteur Aissa Eljermouni, selon le titre de l'une des célèbres chansons qui veut tout dire.[réf. souhaitée]
Soulignons que Messaoud Boudjeriou n'a été promue en tant que commune de l'Algérie post-indépendante que lors du découpage administratif de 1984. Avant, c'est-à-dire juste après l'indépendance, elle n'était qu'une bourgade appartenant à la Daïra de Mila, Wilaya de Constantine.[réf. souhaitée]
Parmi les maires ayant géré les affaires de cette commune pendant la colonisation et après l'indépendance, nous pouvons citer :
- Henri Gentille (géologue)
- Jules de Beaufutur
- Pierre Thiéry
- Bounemeur Lakhder
- Boursas Foudhil
- Cherouana Abdellah (démis de ses fonctions lors de l'interruption du processus électoral)
- Mazouzi Youssef (assassiné par des groupes armés)
- Ben Kalia Abdellatif (phase transitoire)
- Gouassem
- Boudraa Sebti
- Za'tot Ahmed, maire adjoint : Boursas Azzedine

## Toponymie
La commune de Messaoud Boudjeriou a été baptisée, le 15 juillet 1989, au nom du militant mort durant la Guerre d'Algérie, Messaoud Boudjeriou.

## Démographie
En 2008, la population de la commune s'élevait à 9 050 habitants.

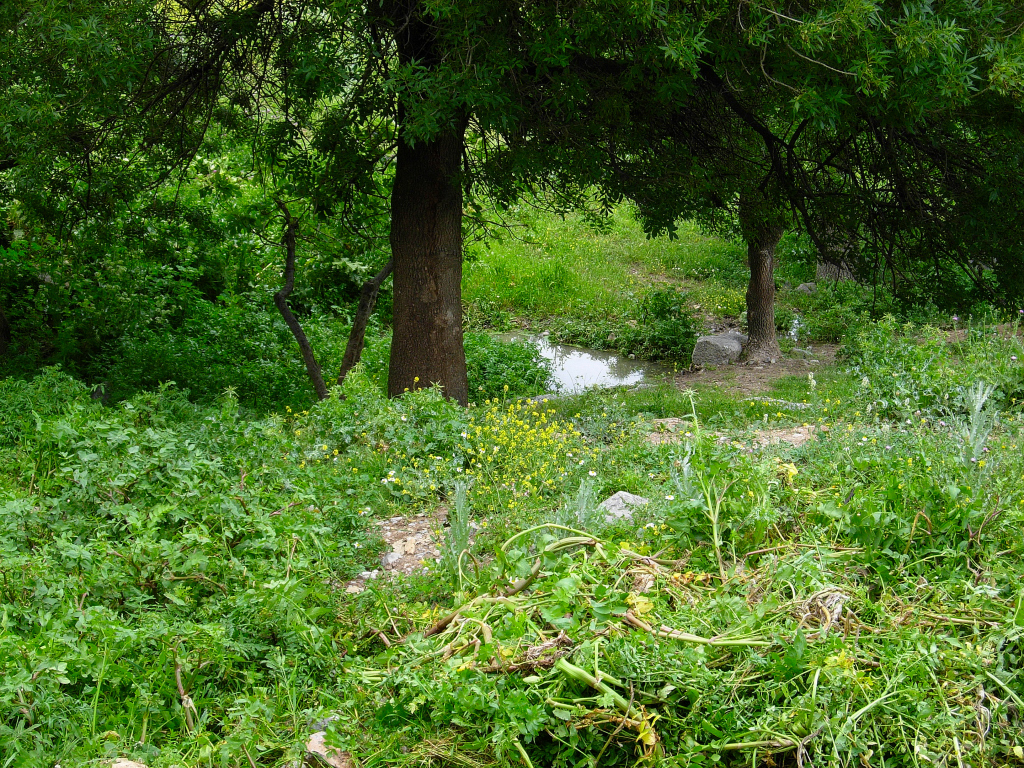
Un des jardins de Messaoud Boudjriou.

## Économie
Messaoud Boudjeriou (Aïn Kerma) a toujours été une riche commune agricole grâce à la fertilité de ses terres et à la disponibilité des eaux, d'abord trouvant sa source dans l'Oued Rhummel mais aussi dans des riches nappes phréatiques.
Elle possède aussi une grande richesse géologique. Une mine d'antimoine a été exploitée pendant l'époque coloniale, dès les années 1840, puis à partir des années 1930 par la Compagnie des mines de La Lucette.
Fermée à la fin de la Première Guerre mondiale car elle semblait épuisée, la mine a été rouverte en 1932, puis relancée en 1936 par la découverte d'une très importante prolongation de son gisement, grâce au géologue M. Deleau, sous la direction de Pierre Thiéry. La teneur en antimoine est très élevée. Une ligne électrique à haute tension, longue de 6 kilomètres, est alors déployée pour alimenter les machines de la mine, ce qui permet aussi d'installer l'éclairage pour les 3 000 habitants. La mine va produire 44 000 tonnes de minerai oxydé à 40 % d'antimoine appelé cervantite entre 1915 et 1945 (principalement de 1932 à 1945).
Le site minier a été utilisé comme base de liaison pour le site archéologique romain de Tiddis, à El-Kheneg, de l'autre côté de l'Oued Rhummel. La campagne de fouilles de ce site, dont l'existence avait été signalée par Creully dès 1853, a été inaugurée en avril 1941 par l'archéologue André Berthier. Voyant dans l'organisation de chantiers de fouilles un moyen de développer le tourisme et de lutter contre le chômage dont souffrait la population de Ain Kerma, Max Bonnafous, alors préfet de Constantine, avait ordonné l'exploration systématique du site.
Fin 1942, le personnel de la mine est mobilisé dans l'Armée d'Afrique du Nord.
La mine a été contrainte de fermer en mai 1945, car la fin de la Seconde Guerre mondiale diminue la demande d'antimoine, qui était utilisé sous forme d'alliages, pour durcir les métaux, ce qui fait brusquement chuter les cours mondiaux. Puis elle rouvre en 1947. De nouveaux usages pour l'Ignifugation des textiles et les matières plastiques prendront peu à peu le relais, grâce aux normes anti-incendie, ce qui permet à la fonderie de Laval de tourner toujours à plein régime. La mine a aussi approvisionné l’industrie de la briqueterie et de la céramique de Didouche Mourad et d’Ibn Ziad. On note aussi la présence d'autres minerais que l'on ne trouve que dans des rares pays à travers le monde.
À la fin du mois d'octobre 1957, un important détachement de l'armée française s'installe sur le site de la mine, les officiers habitant dans le bâtiment de direction, tandis que le directeur est soigné en France.

## Administration[2]
Messaoud Boudjeriou possède trois écoles primaires aux noms de Benmounah Aberrahmane, Bayoud Salah et Boukhamla Abdelaziz, un collège nommé Boursas Chérif ainsi que le lycée Rabah Bitat.
La culture et l'artisanat sont mis en avant dans la commune grâce à deux Maisons des Jeunes et de la Culture qui proposent des activités en tous genres et ouvertes à tous.
La commune possède également une polyclinique, une gendarmerie, plusieurs mosquées et une zone industrielle dont une briqueterie.

## Personnalités liées à la commune
- Rabah Bitat, un des neuf chefs historiques de la lutte algérienne pour l'indépendance  et ancien président de l'Assemblée nationale algérienne (APN) y est né.
- Messouad Boudjeriou (Messaoud Lakssentini), un chef nationaliste FLN ayant commandé l'offensive du FLN lors des évènements du 20 aout 1955 durant la Guerre d'Algérie;
- Quintus Lollius Urbicus, gouverneur de l'actuelle Angleterre, du Bas-Rhin, d'Asie mineure, de Judée et préfet de Rome sous Antonin le Pieux[8], à l'époque romaine;
- Boursas Chérif, militant nationaliste mort durant la guerre d'Algérie.